# Axel Hervelle
Axel Hervelle (Luik, 12 mei 1983) is een Belgisch voormalig basketbalspeler.

## Carrière
Hervelles eerste ploeg was Verviers Pepinster. Daar speelde hij vier jaar en had hij een gemiddelde van 11,4 punten en 10,6 rebounds in zestien wedstrijden, wat hem ploegkapitein maakte op 20-jarige leeftijd. Daarna tekende hij bij Real Madrid, waar hij speelde vanaf 2004. Met Real Madrid won Hervelle in 2007 de ULEB Cup; in de finale scoorde hij tien punten. Na zes seizoenen maakte hij de overstap naar reeksgenoot Bilbao Basket waar hij negen seizoenen lang speelde voordat hij terugkeerde naar België. Hij speelde nog twee seizoenen voor Spirou Charleroi voordat hij zijn carrière afsloot.
Hij blijft actief bij Charleroi waar hij gaat werken als sportief directeur en coach van de jeugd.
In 2005 stelde hij zich kandidaat voor de NBA-draft waar hij werd gekozen als 52e door de Denver Nuggets. Zijn draft-rechten werden in 2009 geruild naar de Houston Rockets die ze opnieuw verruilde in 2020 nadat hij al gestopt was.
Hervelle was lid van de Belgische nationale basketbalploeg en speelde 134 interlands.